# Ancelle
Ancelle ist eine französische Gemeinde im  Département Hautes-Alpes in der Region Provence-Alpes-Côte d’Azur. Ancelle gehört zum Kanton Saint-Bonnet-en-Champsaur im Arrondissement Gap.

## Geographie
Sie befindet sich rund 100 Kilometer von Grenoble und 17 Kilometer von Gap entfernt und grenzt im Norden an Chabottes, Saint-Léger-les-Mélèzes und Saint-Jean-Saint-Nicolas, im Nordosten an Orcières, im Osten an Réallon, im Süden an Chorges und La Bâtie-Neuve sowie im Westen an La Rochette und Forest-Saint-Julien.
Das Dorf befindet sich auf ungefähr 1300 m. Örtliche Erhebungen sind die Petite Autane (2519 m), die Grande Autane (2782 m), Le Piolit (2464 m) und die Puy de Manse (1637 m). Das Gemeindegebiet wird vom gleichnamigen Flüsschen Ancelle durchquert.

## Bevölkerungsentwicklung
| Jahr      | 1962 | 1968 | 1975 | 1982 | 1990 | 1999 | 2006 | 2008 | 2012 | 2018 |
| --------- | ---- | ---- | ---- | ---- | ---- | ---- | ---- | ---- | ---- | ---- |
| Einwohner | 552  | 589  | 641  | 649  | 600  | 619  | 784  | 831  | 883  | 921  |